# Silencio objetivo
En la comunicación sonora, silencio objetivo es aquel silencio que no es fruto de un error técnico, pero que sólo es eso, una ausencia de sonido, sin más connotaciones. Esta terminología se utiliza en contraposición al silencio subjetivo, que tiene una intencionalidad dramática.
- Datos: Q5550433